# حدوة الحصان طويلة الشعر
حدوة الحصان طويلة الشعر (باللاتينية: Hippocrepis comosa) نوع نباتي يتبع جنس حدوة الحصان من الفصيلة البقولية.

## الموئل والانتشار
ينتشر هذا النوع في غرب حوض البحر الأبيض المتوسط من البلقان وإيطاليا إلى إسبانيا.